# Menling
Menling, även känd som Mainling, är ett härad (dzong) som lyder under Nyingtri i Tibet-regionen i sydvästra Kina.